# Unterseeboot U-112 (1917)
Pour les autres navires du même nom, voir Unterseeboot 112.
L'Unterseeboot U-112 est un sous-marin de type U 93 et l’un des 329 sous-marins de la marine impériale allemande pendant la Première Guerre mondiale. Il a participé à la guerre navale et a pris part à la première bataille de l'Atlantique. Il est livré aux Alliés à Harwich le 22 novembre 1918 et transféré plus tard à Pembroke, où il sera utilisé pour des expérimentations. Le 27 septembre 1920, le bateau est vendu à M. Lynch and Son et remorqué jusqu’à Rochester (Kent) où ses moteurs Diesel sont retirés pour être utilisés à terre. Le 25 octobre 1922, la coque a été revendue à Upnor Shipbreaking et démantelée.

## Conception
Les sous-marins allemands de type U 93 ont été précédés par les type U 87, plus courts. L'U-112 avait un déplacement de 798 tonnes en surface et 996 tonnes en immersion. Il avait une longueur hors tout de 71,55 m, et 56,05 m pour la coque sous pression, un maître-bau de 6,30 m, une hauteur de 8,25 m et un tirant d'eau de 3,76 m. Le sous-marin était propulsé par deux moteurs de 2400 ch (1800 kW) en surface et par deux moteurs de 1200 ch (880 kW) en immersion. Il avait deux arbres d'hélice et deux hélices de 1,70 m de diamètre. Il était capable de fonctionner jusqu’à 50 mètres.
La vitesse maximale du sous-marin était de 16,4 nœuds (30,4 km/h) en surface et de 8,4 nœuds (15,6 km/h) en immersion. Il pouvait parcourir 9280 milles marins (17190 km) à 8 nœuds (15 km/h) en surface et 50 milles marins (93 km) à 5 nœuds (9,3 km/h) en immersion. L'U-112 était armé de six tubes lance-torpilles de 50 centimètres, quatre à l’avant et deux à l’arrière, de douze à seize torpilles, d’un canon de pont de 10,5 cm SK L/45 et d’un autre de 8,8 cm SK L/30. Il avait un équipage de trente-six hommes : trente-deux matelots et quatre officiers.

## Commandants
- Kapitänleutnant Friedrich Petersen[4] : du 30 juin au 11 novembre 1918.